# Eyes for Freedom Movement

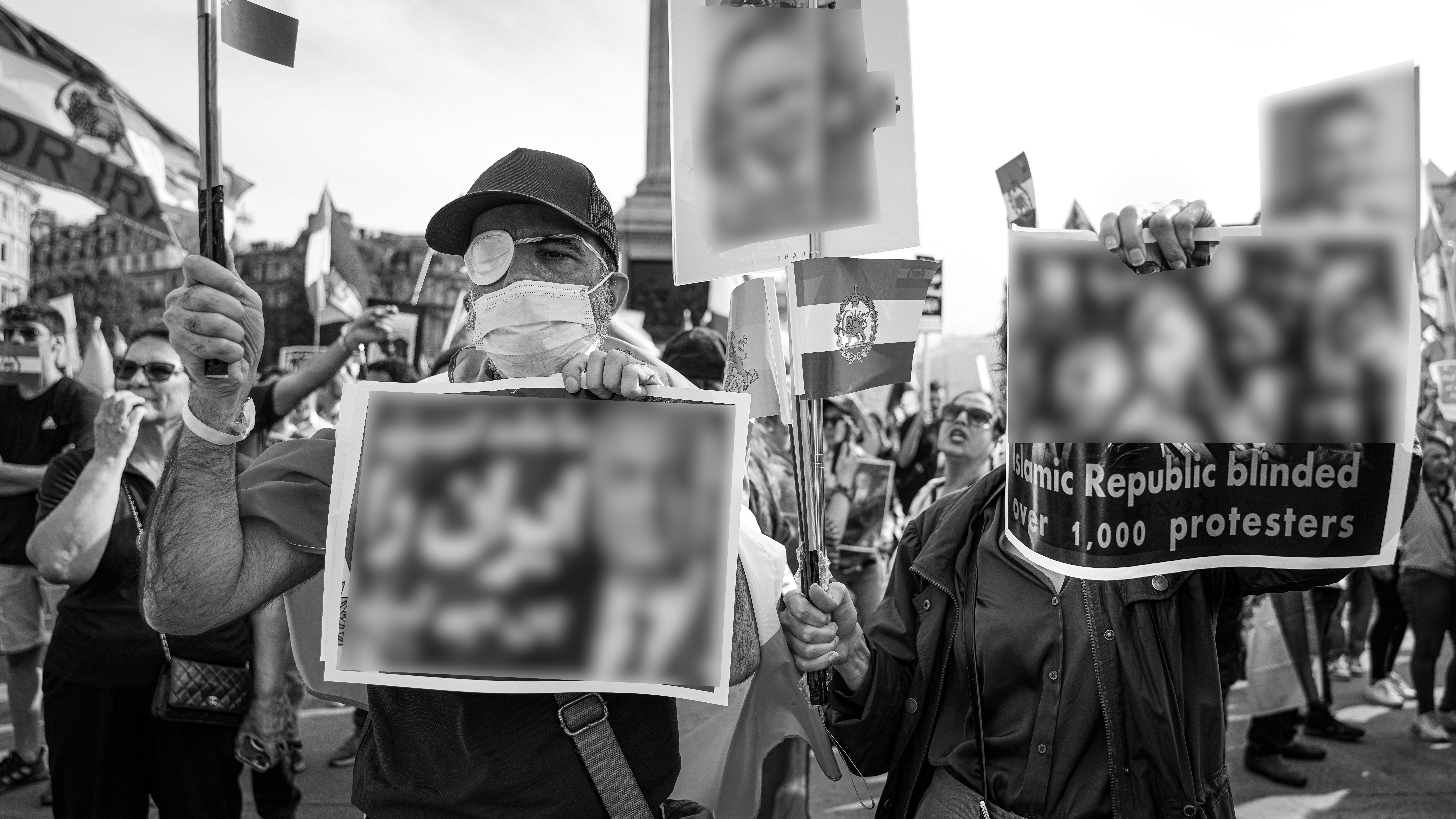
El 16 de septiembre de 2023, activistas iraníes protestaron en Londres para conmemorar la muerte de Mahsa Amini, cuyo fallecimiento tras ser arrestada por la policía desató masivas protestas en Irán contra el gobierno. La manifestación reflejó el consenso en condenar la teocracia iraní, aunque hubo diferencias sobre el futuro del país. El lema "Mujeres, Vida, Libertad" simbolizó la lucha de las mujeres iraníes contra la opresión.

El movimiento Ojos por la libertad (persa : Cheshm Baraye Azadi, چشم برای آزادی) comenzó después de las protestas Mujer, Vida, Libertad en Irán, provocadas por la muerte bajo custodia de la policía de la moralidad del régimen de Irán en septiembre de 2022 de Mahsa "Jina" Amini, mujer de 22 años. El movimiento se construyó a través del activismo de personas que habían sufrido traumas oculares como resultado de participar en protestas o estar cerca de ellas. El objetivo era construir una red de apoyo y aumentar la concientización sobre las personas que ahora se enfrentan a una discapacidad permanente. Las estimaciones conservadoras informadas por los oftalmólogos en Irán en noviembre de 2022 indicaron que se habían confirmado 580 casos de traumas oculares importantes, pero es probable que el número real sea mucho mayor. Los traumas oculares fueron reportados a lo largo del país y el número de los casos denunciados demuestra el carácter sistemático de estos ataques.